# طالع الفضة (مسلسل)
طالع الفضة هو مسلسل سوري من واحد وثلاثين حلقة، من إنتاج سوريا الدولية للإنتاج الفني، صدر عام 2011.
| الفنان          | الدور            |
| --------------- | ---------------- |
| عباس النوري     | محمد الخال       |
| سلوم حداد       | أبو نزيه الدهبجي |
| رفيق سبيعي      | طوطح             |
| عدنان أبو شامات | خوري الحارة      |
| علي كريم        | شيخ الحارة       |
| مكسيم خليل      | عزيز             |
| ميار النوري     | محمود            |
| حسام تحسين بيك  | أبو فهمي القهوجي |
| نزار أبو حجر    | أبو رضوان        |
| حسن عويتي       | أبو رياض         |

## الممثلون
- سلوم حداد - أبو نزيه الدهبجي
- عباس النوري - محمد الخال
- نادين خوري - منيرة
- سلافة عويشق - أم سمير
- علاء قاسم - أبو سمير
- رفيق سبيعي - طوطح
- حسام تحسين بك - أبو فهمي القهوجي
- رياض نحاس - أبو ياسين المختار
- جمال سليمان - عبد الرحمن الشهبندر
- مكسيم خليل - عزيز
- ميسون أبو أسعد - صبحية، زوجة عزيز
- ضحى الدبس - أم عزيز
- أحمد الزين - أبو زكي
- أمانة والي - أم نزيه
- معن عبد الحق - نزيه
- نسرين الحكيم - نزيهة
- نجلاء خمري - هند
- أندريه سكاف - أبو الليل
- عاصم حواط - سليم
- وفاء موصللي - أم سليم
- رنا كرم - سلمى
- يحيى بيازي - عادل
- علي كريم - شيخ الحارة
- عدنان أبو الشامات - خوري الحارة
- جمال العلي - أبو فرح
- حسن عويتي - أبو رياض
- إيمان عبد العزيز - أم رياض
- وسيم قزق - مزحوك
- فوزي بشارة - إيزاك
- شادي زيدان - شمعون
- رنا شميس - سارة
- يامن حجلي - زهير
- نوار يوسف - سلوى
- بتول محمد - مارجو
- نزار أبو حجر - أبو رضوان
- أميرة خطاب - أم رضوان
- أوجا أبو الذهب - المفتى
- عبد الرحمن قويدر - رأفت
- طارق سلامة - أسعد
- محمد الجمل
- بسام مرهج - الفرّان
- سليم كلاس - أبو محمود

و لأول مرة
- مؤيد الخراط - مصطفى الخال
- ميار النوري - محمود

ضيوف الشرف
- عبد المنعم عمايري - الخواجة مزمار
- شكران مرتجى - فريزة
- أميرة حجو - أم سلوى
- فاتن شاهين - أم محمود
- عامر سبيعي - أبو سليمان
- خليل حداد - نقيب الأشراف
- هدى الركبي - أوديت
- أسامة السيد يوسف - منصور، خال نزيه
- المطربة وفاء نادر - رحلو